# 神明氷川神社
神明氷川神社（しんめいひかわじんじゃ）は、東京都中野区弥生町にある神社。

## 概要
1469年（文明元年）に創建された。太田道灌が江戸城の鎮護のために氷川神社から分霊を勧請し創建したという。雑色村字川島の鎮守でもあった。
江戸幕府昌平坂学問所が編纂した『新編武蔵風土記稿』によると、その頃（19世紀前期）までに「神明社」が合祀されている。元々は現在地の北の神田川のほとりにあったという。
境内には、お百度参りに関連する「百度石」がある。

## 氏子地域
- 中野区弥生町二丁目16～19・31～40・43～53
12～15・20～21・25～30・41～42（本郷氷川神社と重複）
- 中野区弥生町三丁目（全域）
- 中野区弥生町四丁目（全域）
- 中野区弥生町五丁目（全域）
- 中野区南台一丁目（全域）
- 中野区南台二丁目41～52
- 中野区南台三丁目6・22～25

詳細は公式ウェブサイトを参照

## 交通アクセス
- 東京メトロ丸ノ内線中野富士見町駅より徒歩10分。
- 中野駅・新宿駅西口などよりバス(京王バス　渋63宿45宿41宿33宿32など)「南台交差点」下車

## ギャラリー

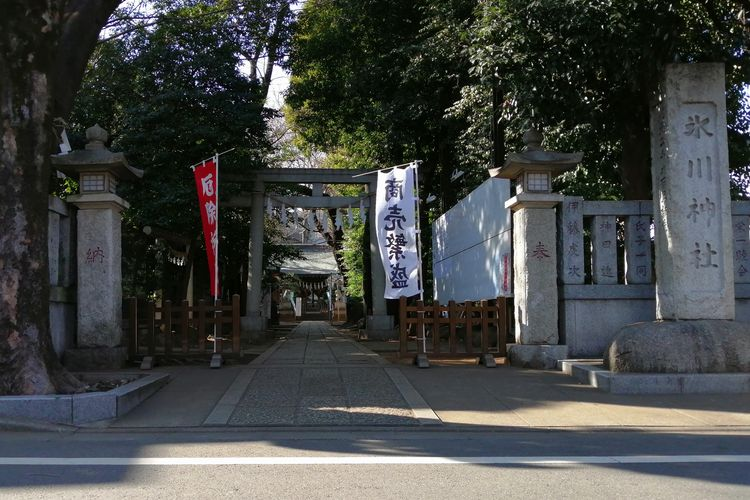
参道
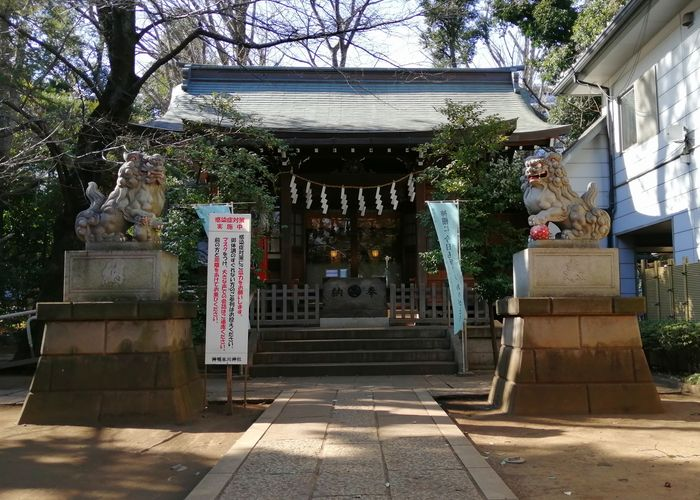
社殿

## 関連施設
- 幡ヶ谷氷川神社 - 南西へ500mの距離にある渋谷区本町の氷川神社。
- 本郷氷川神社 - 北北東へ850mの距離にある中野区本町の氷川神社。